# ريكاردو هوسمان
ريكاردو هوسمان (بالإسبانية: Ricardo Hausmann)‏ هو مصرفي واقتصادي فنزويلي، ولد في 1956.

## وصلات خارجية
- ريكاردو هوسمان على موقع IMDb (الإنجليزية)